# Europejska Nagroda Muzyczna MTV dla najlepszego teledysku
Europejska Nagroda Muzyczna MTV dla najlepszego teledysku przyznawana jest podczas corocznych rozdań nagród MTV Europe Music Awards. Jest to jedyna muzyczna nagroda nie przyznawana przez widzów za pomocą głosowania telefonicznego i internetowego. Wybór należy do redakcji MTV Europe i redakcji regionalnych oddziałów MTV Networks Europe.

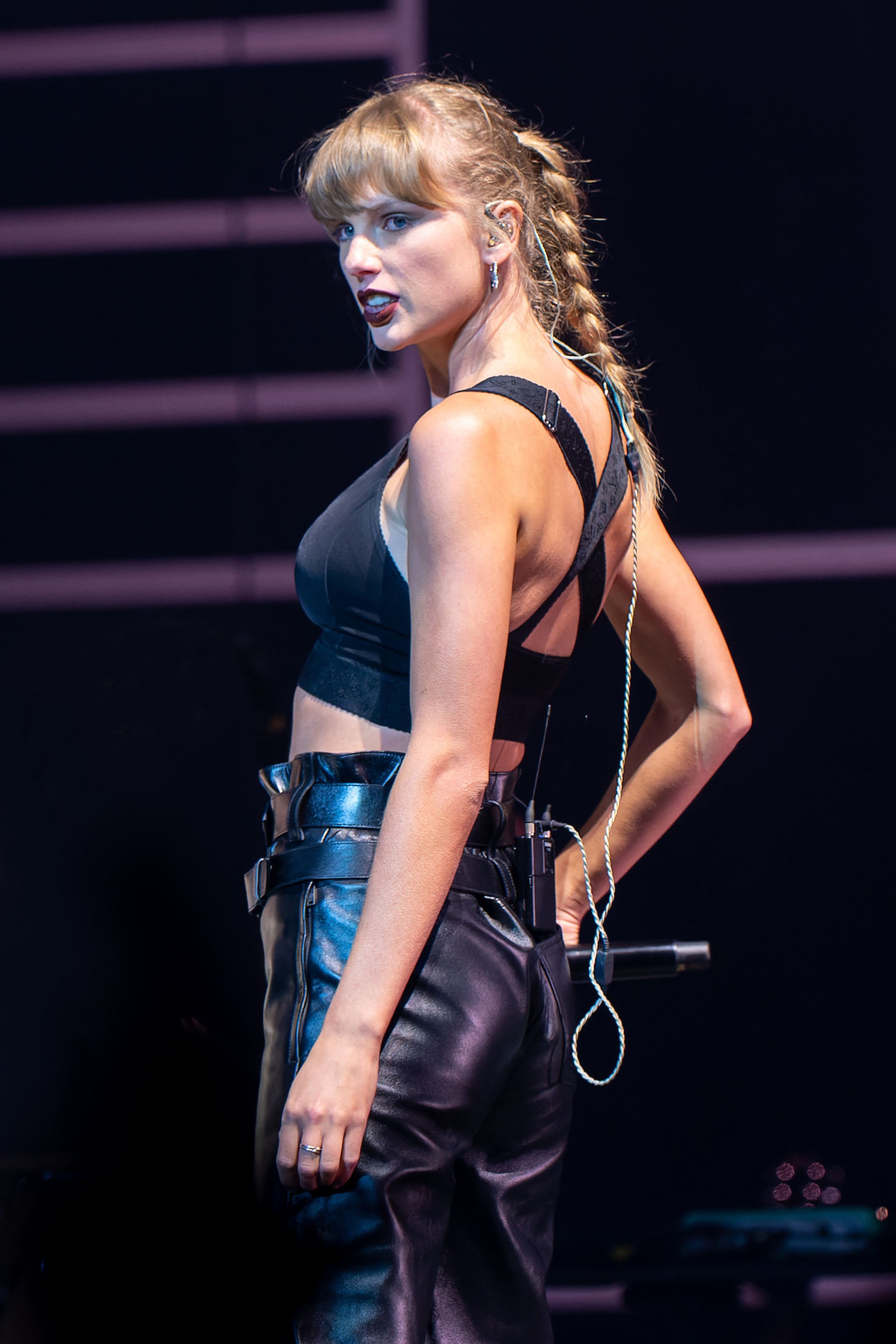
Taylor Swift, 2022. Nominowana do nagrody MTV w 2015 i 2017 roku.

## Zwycięzcy i nominowani

### 1994
- Whale – „Hobo Humpin' Slobo Babe”

### 1995
- Massive Attack – „Protection”

### 1997
- The Prodigy – „Breathe”

### 1998
- Massive Attack – „Tear Drop”
  - Aphex Twin – „Come To Daddy”
  - The Beastie Boys – „Intergalactic”
  - Eagle Eye Cherry – „Save Tonight”
  - Garbage – „Push It”

### 1999
- Blur – „Coffee & TV”
  - Björk – „All Is Full of Love”
  - George Michael with Mary J. Blige – „As”
  - Fatboy Slim – „Praise You”
  - Aphex Twin – „Windowlicker”

### 2000
- Moby – „Natural Blues”
  - Blink-182 – „All The Small Things”
  - Foo Fighters – „Learn To Fly”
  - Red Hot Chili Peppers – „Californication”
  - Robbie Williams – „Rock DJ”

### 2001
- The Avalanches – „Since I Left You”
  - Fatboy Slim – „Weapon Of Choice”
  - Gorillaz – „Clint Eastwood”
  - OutKast – „Ms. Jackson”
  - Robbie Williams – „Supreme”

### 2002
- Röyksopp – „Remind Me”
  - Basement Jaxx – „Where's Your Head At?”
  - Eminem – „Without Me”
  - Primal Scream – „Miss Lucifer”
  - The White Stripes – „Fell In Love With A Girl”

### 2003
- Sigur Rós – „Untitled 1”
  - Missy Elliott – „Work It”
  - Queens of the Stone Age – „Go with the Flow”
  - U.N.K.L.E. – „An Eye For An Eye”
  - The White Stripes – „Seven Nation Army”

### 2004
- OutKast – „Hey Ya!”
  - The Cure – „The End Of The World”
  - Jay-Z – „99 Problems”
  - The Streets – „Fit But You Know It”
  - The White Stripes – „The Hardest Button To Button”

### 2005
- The Chemical Brothers – „Believe”
  - Beck – „E-Pro”
  - Gorillaz – „Feel Good Inc.”
  - Rammstein – „Keine Lust”
  - Gwen Stefani – „What You Waiting For?”

### 2006
- Justice vs. Simian – „We Are Your Friends”
  - Gnarls Barkley – „Crazy"
  - OK Go – „A Million Ways”
  - Pink – „Stupid Girls”
  - Kanye West – „Touch The Sky”

### 2007
- Justice – „D.A.N.C.E.”
  - Bat for Lashes – „What's a Girl to Do?”
  - The Chemical Brothers – „The Salmon Dance”
  - Foo Fighters – „The Pretender”
  - Justin Timberlake – „What Goes Around... Comes Around”
  - Kanye West – „Stronger"

### 2008
- 30 Seconds to Mars – „A Beautiful Lie”
  - Madonna (feat. Justin Timberlake and Timbaland) – „4 Minutes”
  - Santigold – „L.E.S. Artistes”
  - Snoop Dogg – „Sensual Seduction”
  - Weezer – „Pork and Beans”

### 2009
- Beyoncé – „Single Ladies (Put a Ring on It)”
  - Shakira – „She Wolf”
  - Britney Spears – „Circus”
  - Eminem – „We Made You”
  - Katy Perry – „Waking Up in Vegas”

### 2010
- Katy Perry (feat. Snoop Dogg) – „California Gurls”
  - 30 Seconds to Mars – „Kings and Queens”
  - Eminem (feat. Rihanna) – „Love the Way You Lie”
  - Lady Gaga (feat. Beyoncé) – „Telephone”
  - Plan B – „Prayin'”

### 2011
- Lady Gaga – „Born This Way”
  - Adele – „Rolling in the Deep”
  - Beastie Boys – „Make Some Noise"
  - Beyoncé – „Run the World (Girls)”
  - Justice – „Civilization”

### 2012
- PSY – „Gangnam Style”
  - Katy Perry – „Wide Awake”
  - Lady Gaga – „Marry the Night”
  - M.I.A. – „Bad Girls”
  - Rihanna ft. Calvin Harris – „We Found Love”

### 2013
- Miley Cyrus – „Wrecking Ball”
  - Lady Gaga – „Applause”
  - Robin Thicke (feat. T.I. i Pharrell Williams) – „Blurred Lines”
  - Thirty Seconds to Mars –  „Up in the Air”
  - Justin Timberlake – „Mirrors"

### 2014
- Katy Perry (feat. Juicy J) – „Dark Horse”
  - Iggy Azalea (feat. Rita Ora) – „Black Widow"
  - Kiesza – „Hideaway"
  - Sia – „Chandelier”
  - Pharrell Williams – „Happy”

### 2015
- Macklemore & Ryan Lewis – „Downtown”
  - Kendrick Lamar – „Alright"
  - Sia – „Elastic Heart"
  - Taylor Swift (feat. Kendrick Lamar) – „Bad Blood”
  - Pharrell Williams – „Freedom”

### 2016
- The Weeknd (feat. Daft Punk) – „Starboy”
  - Beyoncé – „Formation"
  - Coldplay – „Up & Up"
  - Kanye West – „Famous"
  - Tame Impala – „The Less I Know the Better"

### 2017
- Kendrick Lamar – „HUMBLE.”
  - Foo Fighters – „Run"
  - Katy Perry (feat. Migos) – „Bon Appétit”
  - Kyle (feat. Lil Yachty) – „iSpy"
  - Taylor Swift – „Look What You Made Me Do”

### 2018
- Camila Cabello feat. Young Thug – „Havana"
  - Ariana Grande – „No Tears Left to Cry"
  - Childish Gambino – „This Is America"
  - Lil Dicky (feat. Chris Brown) – „Freaky Friday"
  - The Carters - „APESHIT"